# Specialitetsprincipperne
Indenfor den forvaltningsretlige sagsbehandling findes to specialitetsprincipper: det organisatoriske specialitetsprincip og det materielle specialitetsprincip. Som fællesbetegnelse benævnes disse specialitetsprincipperne. Specialitetsprincipperne bør anvendes "med en vis forsigtighed", især hvis et specialorgan er blevet nedlagt.

## Det organisatoriske specialitetsprincip
Det følger af det organisatoriske specialitetsprincip, at en forvaltningsmyndighed skal holde sig til det ressort, som myndigheden er sat i verden for at varetage.
Det organisatoriske specialitetsprincip er det vigtigste af de to specialitetsprincipper for en myndighed at overholde. Men myndigheden bør overholde begge specialitetsprincipper.

## Det materielle specialitetsprincip
Det materielle specialitetsprincip medfører, at den myndighed, der administrerer flere hjemmelsgrundlag samtidig, ikke må sammenblande forskellige hjemmelsgrundlag.

## Bøger
- siderne 243-248 i Karsten Revsbech m.fl.: Forvaltningsret - Almindelige emner. 2016. 6. udgave. Jurist- og Økonomforbundets Forlag, København. ISBN 978-87-574-3310-4
- Karsten Revsbech m.fl.: Forvaltningsret - Sagsbehandling. 2019. 8. udgave. Jurist- og Økonomforbundets Forlag, København. ISBN 978-87-574-3603-7